# Luba Skořepová
Luba Skořepová, właśc. Libuše Skořepová (ur. 21 września 1923 w Náchodzie, zm. 23 grudnia 2016 w Pradze) – czeska aktorka i pisarka.
Ukończyła Konserwatorium w Pradze.
W latach 1946–2015 wystąpiła w ponad stu filmach i programach telewizyjnych.
W 1994 otrzymała nagrodę Senior Prix od fundacji Život (Nadace Život). W 1988 otrzymała tytuł honorowy Zasłużonej Artystki.